# Aly Cissokho
Pour les articles homonymes, voir Cissokho.
Aly Cissokho, né le 15 septembre 1987 à Blois (France), est un footballeur international français qui évolue au poste de défenseur au Muangthong United.

## Biographie

### Débuts
D'origine sénégalaise, Aly Cissokho est le quatrième d'une famille de cinq enfants (trois grands frères et une petite sœur). L'un de ses frères, Issa Cissokho, est d'ailleurs lui aussi professionnel.
Il commence le football à l'âge de six ans au AAJ Blois (Blois Football 41 à partir de 1999) puis au Football Club olympique de Saint-Jean-de-la-Ruelle avant de se faire remarquer par le FC Gueugnon.

### FC Gueugnon
Formé à Gueugnon, il débute sous la houlette de Victor Zvunka et joue un match lors de la saison 2006-2007 de Ligue 2. La saison suivante, toujours en Ligue 2, il joue 21 rencontres, dont 14 comme titulaire.

### Vitoria Setubal
Ses performances honorables ne parviennent cependant pas à sauver le club bourguignon d'une relégation en National (3e division). Cissokho quitte alors le club pour s'engager avec le Vitoria Setubal en première division portugaise. Auteur de belles performances, Cissokho fait ses débuts en Coupe UEFA contre le SC Heerenveen le 18 septembre 2008.

### FC Porto
Six mois seulement après son arrivée au Portugal, il est transféré au mercato hivernal vers le prestigieux club du FC Porto pour une somme de 300 000 euros (60 % des  droits du joueur), et connaît alors la Ligue des champions puisqu'il est titularisé lors des rencontres victorieuses en huitièmes de finale face à l'Atlético Madrid.
Le 7 avril 2009, face à Manchester United pour les quarts de finale, il réalise un excellent match à Old Trafford en parvenant notamment à museler les attaques de Wayne Rooney et Cristiano Ronaldo. Dès lors, le jeune joueur est suivi par de nombreux clubs de renommée internationale.
Le 14 juin 2009, le Milan AC fait une offre de l'ordre de quinze millions d'euros (offre acceptée par le FC Porto) mais annule par la suite le transfert à cause d'un problème de dentition révélé lors de la visite médicale, ce problème pouvant avoir un effet sur la posture du joueur et pouvant causer des pubalgies récurrentes. Le joueur nie le problème de santé et prétend qu'il s'agit d'une fausse excuse pour couvrir en réalité un différend financier qui existe entre les deux clubs.

### Olympique lyonnais
Mi-juillet, le FC Porto et l'Olympique lyonnais se mettent d'accord pour son transfert (15 millions d'euros et 20 % sur la plus-value d'un éventuel transfert suivant). Le joueur signe un contrat de cinq ans.
Il rejoint alors son ancien coéquipier du FC Porto, Lisandro López, transféré peu de temps avant lui du club portugais chez le septuple champion de France.
Le 25 juillet 2009, il joue son premier match avec l'Olympique lyonnais en Coupe de la Paix face au Beşiktaş JK (match nul 1-1). Deux jours plus tard, il joue face à son ancien club, le FC Porto (défaite de l'OL 2-0, doublé de Hulk). L'Olympique lyonnais est éliminé de la Coupe de la Paix après cette défaite face aux Portugais.
Le 9 décembre 2009, lors du match de Ligue des champions face au club hongrois de Debrecen VSC, Aly Cissokho inscrit son tout premier but sous les couleurs lyonnaises d'une frappe du pied gauche (victoire 4-0). Contre le Paris Saint-Germain, et après 41 matchs en Ligue 1, le 28 novembre 2010, il marque son premier but en championnat.
Le 7 décembre 2011, il participe à la victoire exceptionnelle de l'OL en Ligue des champions sur la pelouse du Dinamo Zagreb, délivrant notamment deux passes décisives. Grâce à un score de 1-7, les Lyonnais reprennent contre toute attente la seconde place de leur groupe à la différence de buts et accèdent aux huitièmes de finale pour la neuvième année consécutive.
Le 23 janvier 2012, Aly Cissokho subit une opération dentaire visant à repositionner sa mâchoire. Selon certains médias, il s'agit d'une intervention ayant pour but de corriger le défaut détecté par le Milan AC lors de son transfert avorté en 2009 afin qu'une future vente du joueur ne puisse pas être annulée de nouveau à la suite de la visite médicale.
Dès le début de saison 2012-2013, Aly Cissokho est poussé vers la sortie par le président Jean-Michel Aulas qui met publiquement en doute l'implication du joueur sur le terrain.
Le 23 août 2012, huit mois jour pour jour après son opération dentaire, l'OL annonce qu'un accord est trouvé avec le Valence CF pour le transfert du joueur sur la base d'un contrat de quatre ans.

### FC Valence
Le lendemain, Cissokho est officiellement présenté à la presse.
Il joue son premier match face au FC Barcelone le 2 septembre 2012 (défaite 1-0).
Le 15 septembre 2012, jour de son 25e anniversaire, il marque son premier but face au Celta Vigo (victoire 2-1).

### Prêt à Liverpool
Le 20 août 2013, Cissokho signe un contrat de prêt d'une saison en faveur du club anglais de Liverpool. Il joue son premier match le 24 août 2013 face à Aston Villa (victoire 1-0).

### Aston Villa
Après son expérience en Premier League à Liverpool, Aly Cissokho s'engage pour quatre ans avec Aston Villa le 8 août 2014.

### Prêt au FC Porto
Le 5 août 2015, il est prêté pour une saison au FC Porto. Après seulement trois apparitions sous le maillot du club portugais, Cissokho est rappelé par son entraîneur Rémi Garde mi-décembre 2015.

### Prêt à l'Olympiakos
Le 16 janvier 2017, il est prêté à l'Olympiakos jusqu'à la fin de la saison, ce prêt étant assorti d'une option d'achat. Le club grec ne lève pas cette option d'achat et Cissokho retourne à Aston Villa après avoir pris part à dix rencontres.

### Turquie
Le 2 août 2017, le défenseur français signe un contrat de deux ans avec le club turc du Yeni Malatyaspor, promu en Süper Lig. Il dispute trente-deux matchs toutes compétitions confondues lors de son unique saison sous le maillot du club turc.
Le 23 juillet 2018, Cissokho s'engage pour deux saisons avec Antalyaspor, autre club de Süper Lig.

### Retour à Blois et passage aux Émirats arabes unis
À l'été 2020, il décide de revenir dans sa ville natale de Blois et signe dans le club de l'AFC Blois 1995, qui évolue alors au troisième niveau de la région Centre-Val de Loire. Six mois plus tard, il prend la direction du Fursan Hispania FC, club de troisième division émiratie qu'entraîne l'ancien footballeur espagnol Míchel Salgado.

### Lamphun Warrior FC
Après une demi-saison disputée au niveau amateur et sa pige aux Émirats arabes unis, Aly Cissokho signe[Quoi ?], à l'été 2021, dans le club de Lamphun Warrior FC, qui évolue en deuxième division thaïlandaise.

### Équipe de France
Le 5 novembre 2009, il est convoqué pour la première fois par Raymond Domenech en remplacement de Gaël Clichy pour les matchs de barrages de la Coupe du monde 2010 face à l'Irlande.
Il est de nouveau convoqué pour le match amical contre l'Espagne le 3 mars 2010. 
À la suite de la grève des joueurs français lors de la Coupe du monde et de la suspension de nombreux joueurs, il est une nouvelle fois convoqué, cette fois-ci par le nouveau sélectionneur Laurent Blanc. Il dispute alors l'intégralité d'un match amical contre la Norvège le 11 août 2010, ce qui constitue sa seule sélection en sélection nationale.

## Palmarès

### En club
- FC Porto
  - Champion du Portugal en 2009
  - Vainqueur de la Coupe du Portugal en 2009.

- Olympique lyonnais
  - Vainqueur de la Coupe de France en 2012
  - Vainqueur du Trophée des champions en 2012.

- Olympiakos
  - Champion de Grèce en 2017.

## Statistiques
| Saison                | Club                  | Championnat           | Championnat | Championnat | Coupe nationale | Coupe nationale | Coupe de la Ligue | Coupe de la Ligue | Compétition(s) continentale(s) | Compétition(s) continentale(s) | Compétition(s) continentale(s) | Total | Total |
| Saison                | Club                  | Division              | M.          | B.          | M.              | B.              | M.                | B.                | Comp.                          | M.                             | B.                             | M.    | B.    |
| 2006-2007             | FC Gueugnon           | Ligue 2               | 1           | 0           | 1               | 0               | -                 | -                 | -                              | -                              | -                              | 2     | 0     |
| 2007-2008             | FC Gueugnon           | Ligue 2               | 21          | 0           | 1               | 0               | 1                 | 0                 | -                              | -                              | -                              | 23    | 0     |
| Sous-total            | Sous-total            | Sous-total            | 22          | 0           | 2               | 0               | 1                 | 0                 | -                              | -                              | -                              | 25    | 0     |
| 2008-2009             | Vitória Setubal       | Primeira Liga         | 13          | 0           | 2               | 0               | 1                 | 0                 | C3                             | 2                              | -                              | 18    | 0     |
| Sous-total            | Sous-total            | Sous-total            | 13          | 0           | 2               | 0               | 1                 | 0                 | -                              | 2                              | 0                              | 18    | 0     |
| 2008-2009             | FC Porto              | Primeira Liga         | 15          | 0           | 3               | 0               | 1                 | 0                 | C1                             | 4                              | 0                              | 23    | 0     |
| Sous-total            | Sous-total            | Sous-total            | 15          | 0           | 3               | 0               | 1                 | 0                 | -                              | 4                              | 0                              | 23    | 0     |
| 2009-2010             | Olympique lyonnais    | Ligue 1               | 31          | 0           | 1               | 0               | 2                 | 0                 | C1                             | 14                             | 1                              | 48    | 1     |
| 2010-2011             | Olympique lyonnais    | Ligue 1               | 29          | 1           | 2               | 0               | -                 | -                 | C1                             | 6                              | 0                              | 37    | 1     |
| 2011-2012             | Olympique lyonnais    | Ligue 1               | 31          | 0           | 4               | 0               | 4                 | 0                 | C1                             | 9                              | 0                              | 48    | 0     |
| 2012-2013             | Olympique lyonnais    | Ligue 1               | 2           | 0           | 1               | 0               | -                 | -                 | -                              | -                              | -                              | 3     | 0     |
| Sous-total            | Sous-total            | Sous-total            | 93          | 1           | 8               | 0               | 6                 | 0                 | -                              | 29                             | 1                              | 136   | 2     |
| 2012-2013             | Valence CF            | Liga                  | 25          | 2           | 4               | 0               | -                 | -                 | C1                             | 7                              | 0                              | 36    | 2     |
| Sous-total            | Sous-total            | Sous-total            | 25          | 2           | 4               | 0               | -                 | -                 | -                              | 7                              | 0                              | 36    | 2     |
| 2013-2014             | Liverpool FC (prêt)   | Premier League        | 15          | 0           | 3               | 0               | 1                 | 0                 | -                              | -                              | -                              | 19    | 0     |
| Sous-total            | Sous-total            | Sous-total            | 15          | 0           | 3               | 0               | 1                 | 0                 | -                              | -                              | -                              | 19    | 0     |
| 2014-2015             | Aston Villa           | Premier League        | 25          | 0           | 2               | 0               | -                 | -                 | -                              | -                              | -                              | 27    | 0     |
| 2015-2016             | Aston Villa           | Premier League        | 18          | 0           | 1               | 0               | -                 | -                 | -                              | -                              | -                              | 19    | 0     |
| 2016-2017             | Aston Villa           | Championship          | 12          | 0           | -               | -               | -                 | -                 | -                              | -                              | -                              | 12    | 0     |
| Sous-total            | Sous-total            | Sous-total            | 55          | 0           | 3               | 0               | -                 | -                 | -                              | -                              | -                              | 58    | 0     |
| 2015-2016             | FC Porto (prêt)       | Primeira Liga         | 2           | 0           | 1               | 0               | -                 | -                 | -                              | -                              | -                              | 3     | 0     |
| Sous-total            | Sous-total            | Sous-total            | 2           | 0           | 1               | 0               | -                 | -                 | -                              | -                              | -                              | 3     | 0     |
| 2016-2017             | Olympiakos (prêt)     | Super League          | 3           | 0           | 3               | 1               | -                 | -                 | C3                             | 4                              | 0                              | 10    | 1     |
| Sous-total            | Sous-total            | Sous-total            | 3           | 0           | 3               | 1               | -                 | -                 | -                              | 4                              | 0                              | 10    | 1     |
| 2017-2018             | Yeni Malatyaspor      | Süper Lig             | 30          | 0           | 2               | 0               | -                 | -                 | -                              | -                              | -                              | 32    | 0     |
| Sous-total            | Sous-total            | Sous-total            | 30          | 0           | 2               | 0               | -                 | -                 | -                              | -                              | -                              | 32    | 0     |
| 2018-2019             | Antalyaspor           | Süper Lig             | 22          | 0           | 2               | 0               | -                 | -                 | -                              | -                              | -                              | 24    | 0     |
| 2019-2020             | Antalyaspor           | Süper Lig             | -           | -           | 3               | 0               | -                 | -                 | -                              | -                              | -                              | 3     | 0     |
| Sous-total            | Sous-total            | Sous-total            | 22          | 0           | 5               | 0               | -                 | -                 | -                              | -                              | -                              | 27    | 0     |
| 2021-2022             | Lamphun Warrior FC    | Thai League 2         | 13          | 2           | -               | -               | -                 | -                 | -                              | -                              | -                              | 13    | 2     |
| Sous-total            | Sous-total            | Sous-total            | 13          | 2           | -               | -               | -                 | -                 | -                              | -                              | -                              | 13    | 2     |
| Total sur la carrière | Total sur la carrière | Total sur la carrière | 308         | 5           | 36              | 1               | 10                | 0                 | -                              | 46                             | 1                              | 400   | 7     |